# Nikaragua (jezero)
Nikaragua (španělsky Lago de Nicaragua nebo Lago Cocibolca) je jezero v Nikaragui. Zasahuje do pěti departementů:
- Boaco - krátký úsek severního břehu
- Chontales - severovýchodní břeh
- Granada - severozápadní břeh, Zapatera, Granadské ostrůvky
- Rivas - západní břeh, Ometepe
- Río San Juan - jižní a jihovýchodní břeh, Solentiname

Je to největší jezero ve Střední Americe. Nachází se v tektonické propadlině. Má rozlohu 8430 km². Dosahuje maximální hloubky 70 m. Leží v nadmořské výšce 32 m.

## Pobřeží
Břehy jsou převážně nízké. Na severozápadním pobřeží se rozkládá město Granada. Další významnější města jsou Rivas, San Carlos.

## Ostrovy
V západní části se nachází ostrovy Ometepe (Isla de Ometepe) a Zapatera (Isla de Zapatera). Při severním pobřeží u města Granada se rozkládají Granadské ostrůvky (Isletas de Granada), v jižní části se rozprostírá souostroví Solentiname (Archipiélago de Solentiname). Ostrov Ometepe byl vyhlášen biosférickou rezervací, Zapatera je jedním z nikaragujských národních parků.

## Vodní režim
Do jezera ústí řeka Tipitapa, která přitéká z jezera Managua. Odtéká řeka San Juan do Karibského moře.

## Lodní doprava
Na jezeře je rozvinutá místní vodní doprava. Existují projekty mezioceánského kanálu (viz Nikaragujský průplav) vedoucího přes jezero.

## Fauna
Je to jediné jezero na světě, ve kterém žijí sladkovodní žraloci.